# Pardosa riparia
Pardosa riparia là một loài nhện trong họ Lycosidae.
Loài này thuộc chi Pardosa. Pardosa riparia được Carl Ludwig Koch miêu tả năm 1833.